# Otago Ier d'Abkhazie
Otago Ier d'Abkhazie (mort en 1184) est le premier duc d'Abkhazie de la dynastie des Chirvachidzé.
Fils du prince de Kvabuleti Chacha Chirvachidzé, Otago Chirvachidzé est l'arrière-petit-fils du roi David IV de Géorgie par sa grand-mère Tamar Bagration, épouse du Chirvanchah Minoutchir III Achistan. À la mort de son père, il lui succède sur le trône de Kvabuleti et, vers 1180, son cousin germain le roi Georges III de Géorgie lui offre en apanage l'Abkhazie qui appartient aux rois géorgiens depuis l'unification de ce royaume en 1008. Otago Ier règne donc sur l'Abkhazie en tant qu'eristavi (duc) jusqu'en 1184, date de sa mort. Il réussit à se rendre indépendant et est le fondateur de la dynastie des Chirvachidzé.
Il a eu au moins un fils de son épouse inconnue :
- Otago II Chirvachidzé, prince d'Abkhazie.